# Vranjska Banja
Vranjska Banja (v srbské cyrilici Врањска Бања) је místní část města Vranje na jihu Srbska, v údolí řeky Jižní Morava. Administrativně spadá pod Pčinjský okruh. V roce 2011 měla 5347 obyvatel.
Rozkládá se v blízkosti ústí říčky Banjštica do řeky Jižní Morava. I když je součástí města Vranje, jedná se o urbanisticky i historicky separátní celek, původně samostatnou obec (původní Opština Vranjska Banja zanikla v roce 1965). Obec se rozvíjela díky lázeňství, v současné době se zde nachází institut pro léčbu revmatických nemocí.
V 90. letech 20. století se obec proslavila neúspěšným investičním projektem s názvem Simpolend, který iniciovala společnost Simpo.
Severně od Vranjské Banje prochází hlavní silniční tahy (dálnice A1 a železniční trať Niš–Skopje), Vranjska Banja na ní má vlastní nádraží. Obyvatelstvo je především srbské národnosti, značný počet obyvatel se hlásí také k romské etnické skupině.